# Вествей (Техас)
Вествей (англ. Westway) — переписна місцевість (CDP) в США, в окрузі Ель-Пасо штату Техас. Населення — 3811 особа (2020).

## Географія
Вествей розташований за координатами 31°57′36″ пн. ш. 106°34′32″ зх. д. / 31.96000° пн. ш. 106.57556° зх. д. (31.960080, -106.575473).  За даними Бюро перепису населення США в 2010 році переписна місцевість мала площу 3,86 км², уся площа — суходіл. В 2017 році площа становила 2,97 км², уся площа — суходіл.

## Демографія
Згідно з переписом 2010 року, у переписній місцевості мешкало 4188 осіб у 1165 домогосподарствах у складі 1016 родин. Густота населення становила 1085 осіб/км².  Було 1265 помешкань (328/км²).
Расовий склад населення:
| - 97,7 % — білих - 0,2 % — чорних або афроамериканців - 1,5 % — осіб інших рас |

До двох чи більше рас належало 0,6 %. Частка іспаномовних становила 97,3 % від усіх жителів.
За віковим діапазоном населення розподілялося таким чином: 33,1 % — особи молодші 18 років, 59,1 % — особи у віці 18—64 років, 7,8 % — особи у віці 65 років та старші. Медіана віку мешканця становила 28,0 року. На 100 осіб жіночої статі у переписній місцевості припадало 100,2 чоловіків;  на 100 жінок у віці від 18 років та старших — 94,6 чоловіків також старших 18 років.
Середній дохід на одне домашнє господарство  становив 30 730 доларів США (медіана — 25 930), а середній дохід на одну сім'ю — 31 884 долари (медіана — 26 996). Медіана доходів становила 17 252 долари для чоловіків та 20 954 долари для жінок. За межею бідності перебувало 44,9 % осіб, у тому числі 53,0 % дітей у віці до 18 років та 54,2 % осіб у віці 65 років та старших.
Цивільне працевлаштоване населення становило 1369 осіб. Основні галузі зайнятості: виробництво — 22,1 %, науковці, спеціалісти, менеджери — 14,9 %, освіта, охорона здоров'я та соціальна допомога — 12,5 %, роздрібна торгівля — 12,0 %.